# Denis Mollat
Pour les articles homonymes, voir Mollat (homonymie).
Denis Mollat est un homme d'affaires et libraire français né le 24 avril 1953 à Talence (Gironde). Il dirige depuis 1989 la Librairie Mollat à Bordeaux, principale librairie indépendante de France.
Il est également président du Cercle de la librairie, vice-président de la Chambre de commerce et d'industrie Bordeaux Gironde et consul honoraire du Mexique.

## Biographie
Denis Albert Mollat naît le 24 avril 1953 à Talence en Gironde. Il est le fils unique de William Mollat, dirigeant de la Librairie Mollat, entreprise familiale fondée à Bordeaux en 1896 par Albert Mollat, originaire d'Aurillac (Cantal),.
Il fait ses études secondaires au lycée de Talence, puis au lycée Montaigne de Bordeaux. Peu intéressé par l'entreprise familiale dans sa jeunesse, il décide de faire des études supérieures en médecine, passe quatre ans à travailler pour le Samu, et obtient son doctorat d'anesthésiste-réanimateur en 1982 de l'université Bordeaux-II. La même année, le 1er avril 1982, il se met néanmoins à travailler pour la Librairie Mollat alors qu'il ne connaît rien au monde littéraire, par « obligation familiale ».

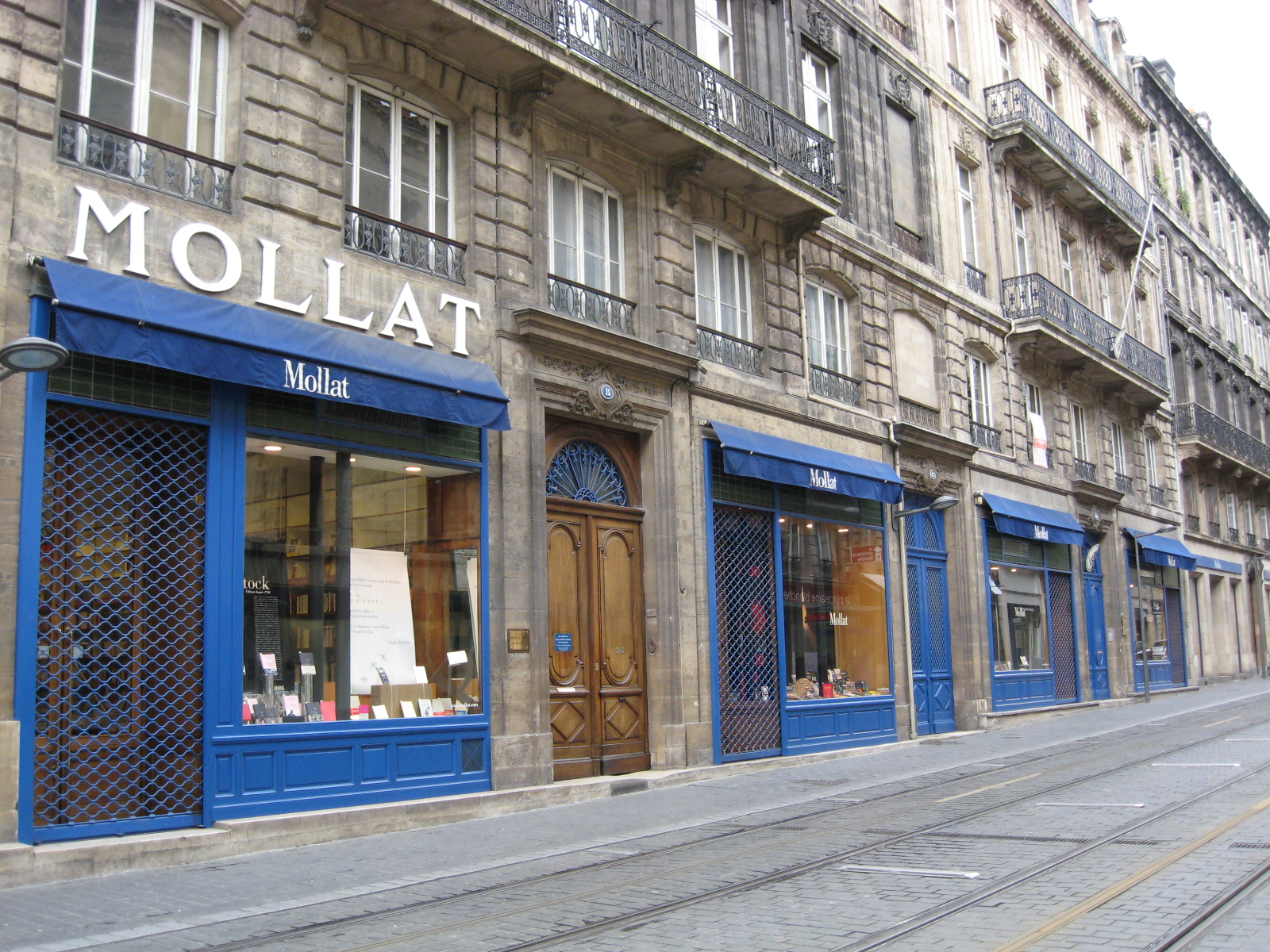
Façade de la Librairie Mollat en 2008.

Prenant goût à cette activité, il finit par succéder à son père à la tête de l'entreprise en 1989, devenant le quatrième membre de la famille à occuper ce poste. Sa prise de fonction coïncide cependant avec un contexte précaire pour la librairie : cinq ans après l'installation de la Fnac à Bordeaux, un magasin Virgin vient de s'installer à quelques mètres seulement de la librairie Mollat et débauche son directeur d'alors, Jean Laforgue,.
Denis Mollat entreprend alors rapidement une modernisation de la librairie : les blouses blanches portées traditionnellement par les employés sont abandonnées, 1 400 m2 de rayonnages sont créés à la suite de travaux importants, un magasin de CD est ouvert, et Anne Schenk, de la Fnac de Lyon, est embauchée,.
Les années suivantes, il continue à renouveler le fonctionnement de la librairie en mettant un place un nouveau système d'organisation et de gestion, ainsi qu'en multipliant l'organisation de débats avec les auteurs. Féru de technologies, il met également en place un site internet dès 2001 (l'un des premiers sites de librairie en France), alimenté par de nombreuses vidéos,.

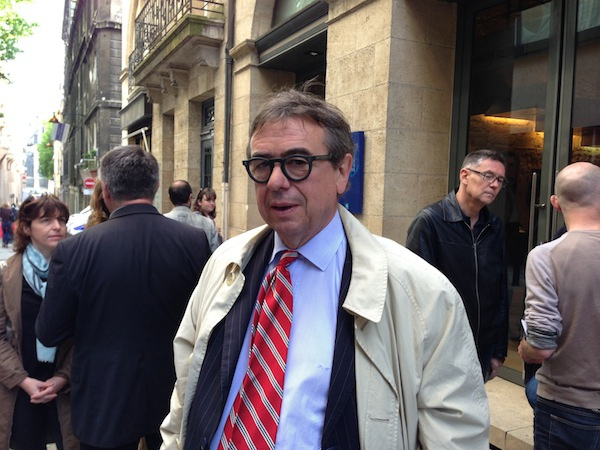
Denis Mollat en 2013.

Vice-président de la Chambre de commerce et d'industrie de Bordeaux, où il est membre de la « commission tramway », il participe activement au développement du tramway à Bordeaux, dont une station finira par s'arrêter juste devant la librairie Mollat, provoquant une forte hausse de son chiffre d'affaires ainsi qu'un rajeunissement de sa clientèle,.
Au cours de l'épidémie de Covid-19, il défend ardemment l'ouverture des librairies pendant les confinements de 2020 et 2021, notamment à travers le Cercle de la librairie, syndicat patronal de l'industrie du livre, qu'il préside depuis 2003,.

## Autres responsabilités
Denis Mollat est consul honoraire du Mexique depuis 1996.
Il est également administrateur du Medef Gironde, ainsi que président de la société d'économie mixte Bordeaux Métropole Aménagement.

## Vie personnelle

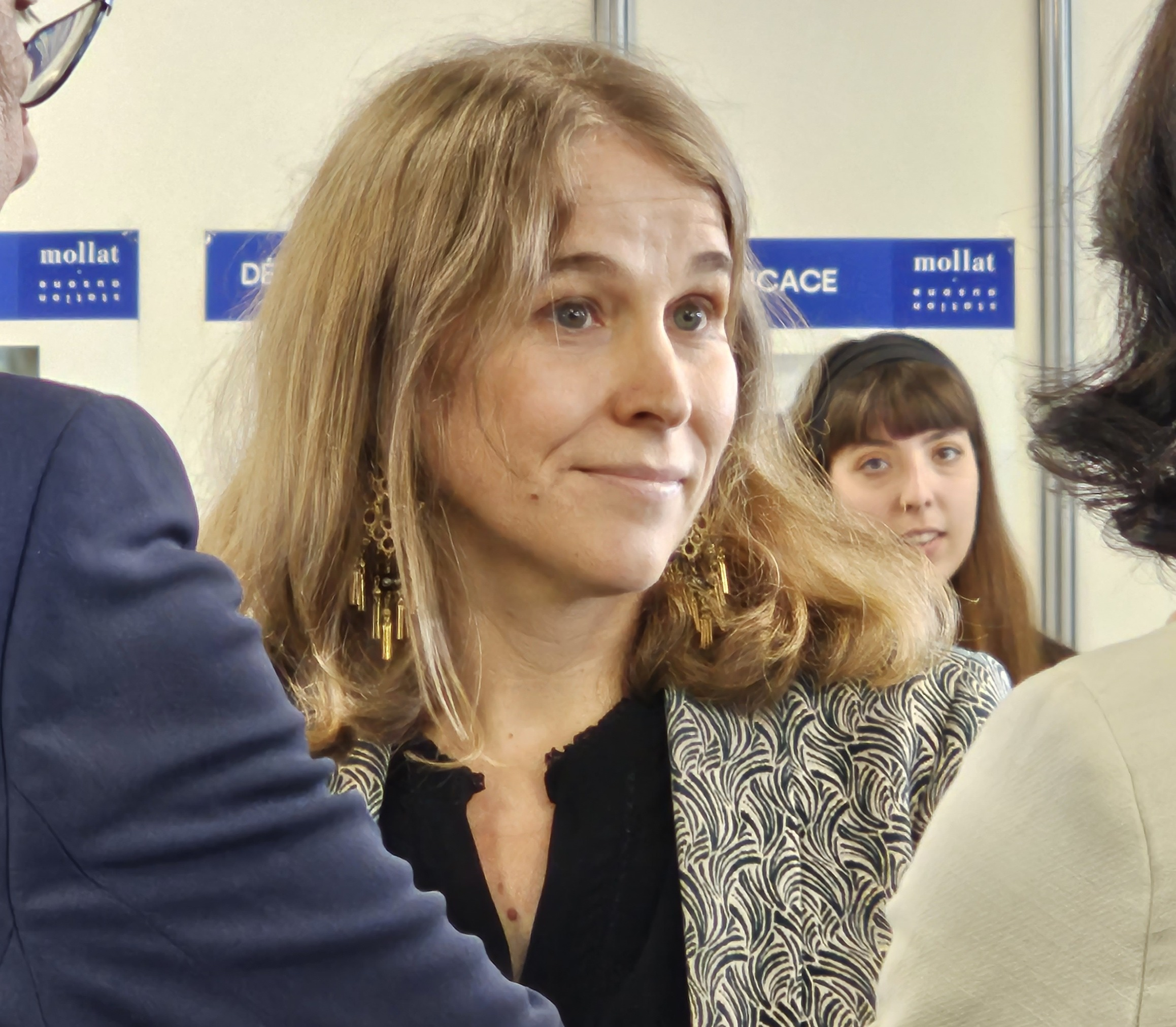
Mathilde Mollat, fille de Denis Mollat, en 2023 pendant le salon Lire en Poche.

Denis Mollat est l'époux de Constance Mollat, médecin et ancienne conseillère municipale de Bordeaux, présente sur la liste d'Alain Juppé lors des municipales de 2008, avant de rejoindre l'équipe LREM en 2020,.
Il compte parmi ses enfants Pierre-Étienne, chargé de communication à la librairie Mollat, et Mathilde, géographe ayant également rejoint la communication de l'entreprise familiale en 2019,.
Proche d'Alain Juppé, ancien maire de Bordeaux, ce dernier a écrit dans son Dictionnaire amoureux de Bordeaux (2018) au sujet de Denis Mollat : « Si je cherchais aujourd'hui à Bordeaux [...] le Bordelais avec un grand B, je le trouverais sans aucun doute en la personne de Denis Mollat ».
Il est également proche du philosophe Michel Onfray, qui a été le témoin de son second mariage.

## Critiques
En 2020, un article de M, le magazine du Monde met en avant des témoignages négatifs d'actuels et anciens employés de la Librairie Mollat. Ces derniers dénoncent une « ambiance épouvantable » et une « chasse aux sorcières » régnant au sein de la librairie depuis 2016, provoquant un nombre important de départs. L'attitude de Denis Mollat est notamment citée comme cause de cette ambiance, ce dernier étant décrit comme un patron « redouté », au « caractère lunatique ».

## Distinctions
- Chevalier de l'Ordre du mérite, décoré par Alain Juppé (1996)[9],[1]
- Officier de l'ordre des Arts et des Lettres, décoré par Renaud Donnedieu de Vabres (2006)[10],[11]
- Officier de la Légion d'honneur, décoré par Jean-Christophe Rufin (2017)[12]

## Publication
- Manifeste pour la librairie... et les lecteurs !, Paris, Éditions Autrement, 2016, 140 p. (ISBN 9782746743892)